# Mars en droit
| ← mars → |    |    |    |    |    |    |
| 1er      | 2  | 3  | 4  | 5  | 6  | 7  |
| 8        | 9  | 10 | 11 | 12 | 13 | 14 |
| 15       | 16 | 17 | 18 | 19 | 20 | 21 |
| 22       | 23 | 24 | 25 | 26 | 27 | 28 |
| 29       | 30 | 31 |    |    |    |    |

## 1ermars
- 1994 : abrogation du Code pénal impérial français de 1810.

## 2 mars
- 1820 : aux États-Unis, le Sénat parvient à trouver un compromis, appelé le Compromis du Missouri, sur la question de l’esclavage.
- 1869 : naissance de Gaston Jèze, professeur de droit public (mort le 5 août 1953).
- 1995 : décès de Suzanne Bastid, professeure de droit français (née le 15 août 1906).

## 3 mars
- 1831 : Loi électorale du 3 mars 1831 en Belgique qui accorde le droit de vote aux Belges de sexe masculin selon le principe du suffrage censitaire.

## 4 mars
- 1831 : abolition de l’esclavage en France par la loi du 4 mars 1831.

## 6 mars
- 1857 : naissance à L'Assomption de Horace Archambeault, juriste canadien québécois, juge en chef du Québec (mort le 25 août 1918 à Trois-Pistoles).

## 12 mars
- 1940 : signature du Traité de Moscou entre la Finlande et l'URSS mettant fin à la guerre d'Hiver.

## 13 mars
- 1938 : décès à Chicago de Clarence Darrow, avocat américain (né le 8 avril 1857 à Kinsman dans l'Ohio).

## 21 mars
- 1804 (30 ventôse an XII) : promulgation du Code civil napoléonien.

## 28 mars
- 1879 : signature d'un concordat entre l'Église catholique romaine et Haïti.